# Restelicë
Restelicë (serb. Рестелица, Restelica) – wieś w Kosowie, w regionie Prizren, w gminie Dragaš. W 2011 roku liczyła 4698 mieszkańców. 